# Henry Danger: la película
Henry Danger: La película (en inglés: Henry Danger: The Movie) es una película de comedia de superhéroes estadounidense de 2025 basada en la serie de televisión de Nickelodeon Henry Danger (2014-2020). La película está dirigida por Joe Menéndez a partir de un guion de los escritores habituales de la serie Jake Farrow y Christopher J. Nowak. Jace Norman repite su papel como el protagonista del programa, Henry Hart, junto con otros miembros del elenco que regresan como Sean Ryan Fox, Ella Anderson, Michael D. Cohen y Frankie Grande, así como Glee Dango quien se unirá al elenco. El filme es la última parte de la franquicia, luego del final de la serie Danger Force.
Henry Danger: la película se estrenó simultáneamente en Nickelodeon y Paramount+ el 17 de enero de 2025.

## Premisa
Henry Hart ha sido el héroe local de la ciudad de Dystopia después de dejar atrás sus días en Swellview. Justo cuando la fama comienza a pesar sobre él, se produce un giro transformador con la presentación de Missy Martin, una fan incondicional que inesperadamente pone su mundo patas arriba.

## Elenco
- Jace Norman como Henry Hart/Kid Danger
- Sean Ryan Fox como Jasper
- Ella Anderson como Piper Hart
- Michael D. Cohen como Schwoz
- Frankie Grande como Frankini
- Glee Dango como Missy Martin

## Producción
En mayo de 2017, el presidente del grupo Nickelodeon de Viacom anunció que se estaba desarrollando una película basada en Henry Danger. En enero de 2022, se dio a conocer que Jace Norman regresaría a Nickelodeon con un importante acuerdo para producir y protagonizar contenido original en todas las plataformas de ViacomCBS. Como parte del acuerdo, Norman repetiría su papel de Henry Hart (Kid Danger) en una película de Henry Danger.

### Rodaje
La filmación principal comenzó el 11 de marzo de 2024 en Vancouver y Richmond, Columbia Británica, y finalizó el 18 de abril.

## Estreno
Henry Danger: la película estuvo programada para estrenarse simultáneamente a través de Nickelodeon y Paramount+ el 17 de enero de 2025.

## Premios y nominaciones
| Año  | Premio              | Nominado                                | Categoría               | Resultado | Referencias |
| ---- | ------------------- | --------------------------------------- | ----------------------- | --------- | ----------- |
| 2025 | Kids' Choice Awards | Frankie Grande por su papel de Frankini | Villano favorito        | Nominado  | [ 7 ]       |
| 2025 | Kids' Choice Awards | Jace Norman por su papel de Henry Hart  | Patea traseros favorito | Nominado  | [ 7 ]       |